# 讓-安托萬·馬爾博
讓-安托萬·馬爾博（Jean-Antoine Marbot，法語發音：[ʒɑ̃ ɑ̃twan maʁbo]；1754年12月7日—1800年4月19日），法國少将和政治人物。他擔任過兩次法國元老院主席。

## 傳記

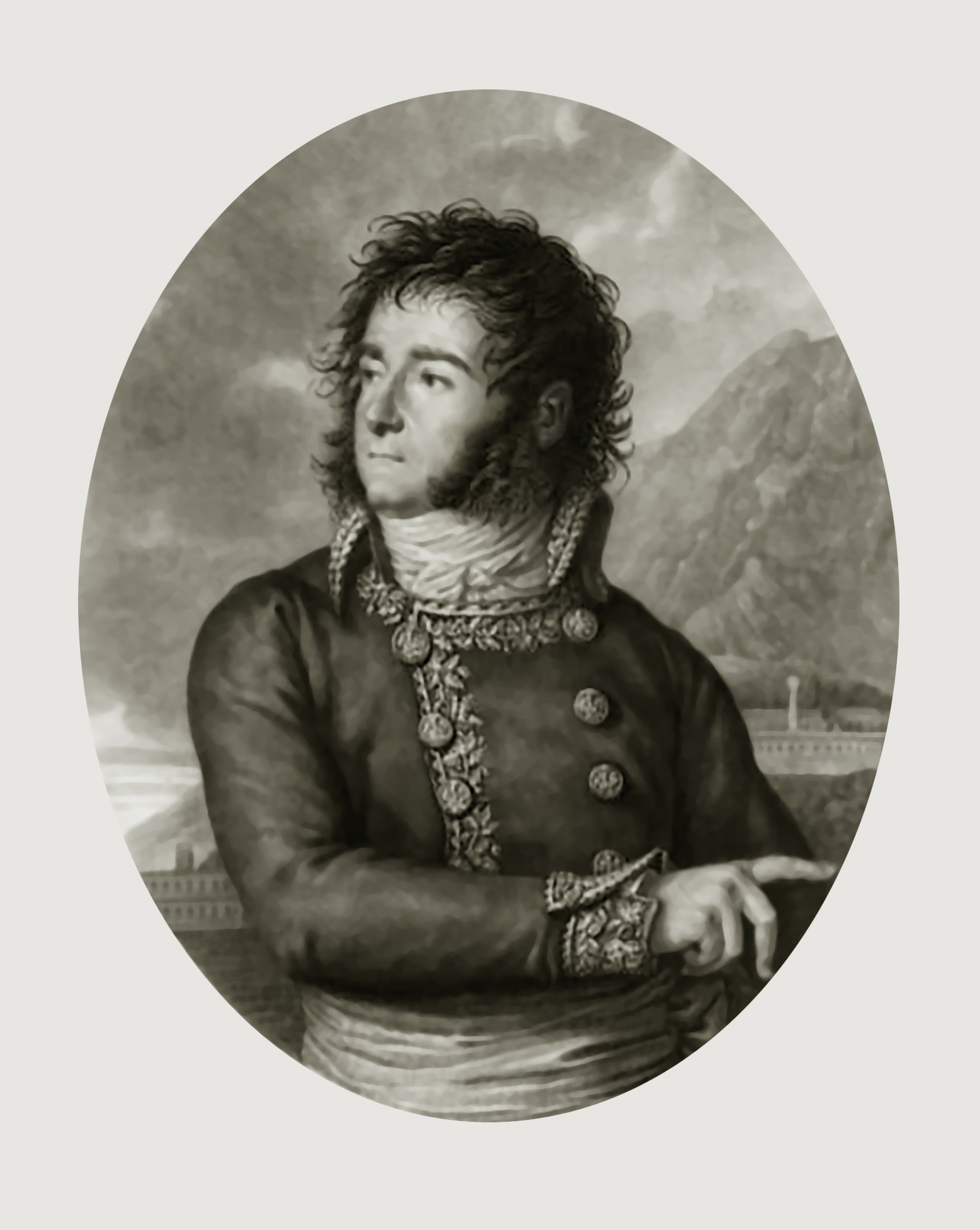
馬爾博少將

馬爾博的軍事生涯開始於皇家軍隊。他成為國王衛隊的一名上等兵在凡尔赛宫。法国大革命後，他成為一名政治人物。1791年，他被科雷兹省選為國民立法議會員。1793年，他回到軍隊並在西班牙作戰。1793年8月30日他升為准將（Général de brigade），1794年升為少将（Général de division）。1795之間和1799年，他是元老院的成員，併兩次當選該主席，1797年和1798年。1799年，他又重返軍隊擔任，被任命為駐巴黎第十七師的師長。1799年底，他在意大利作戰。他於1800年在热那亚的攻城戰中去世。

### 時間軸

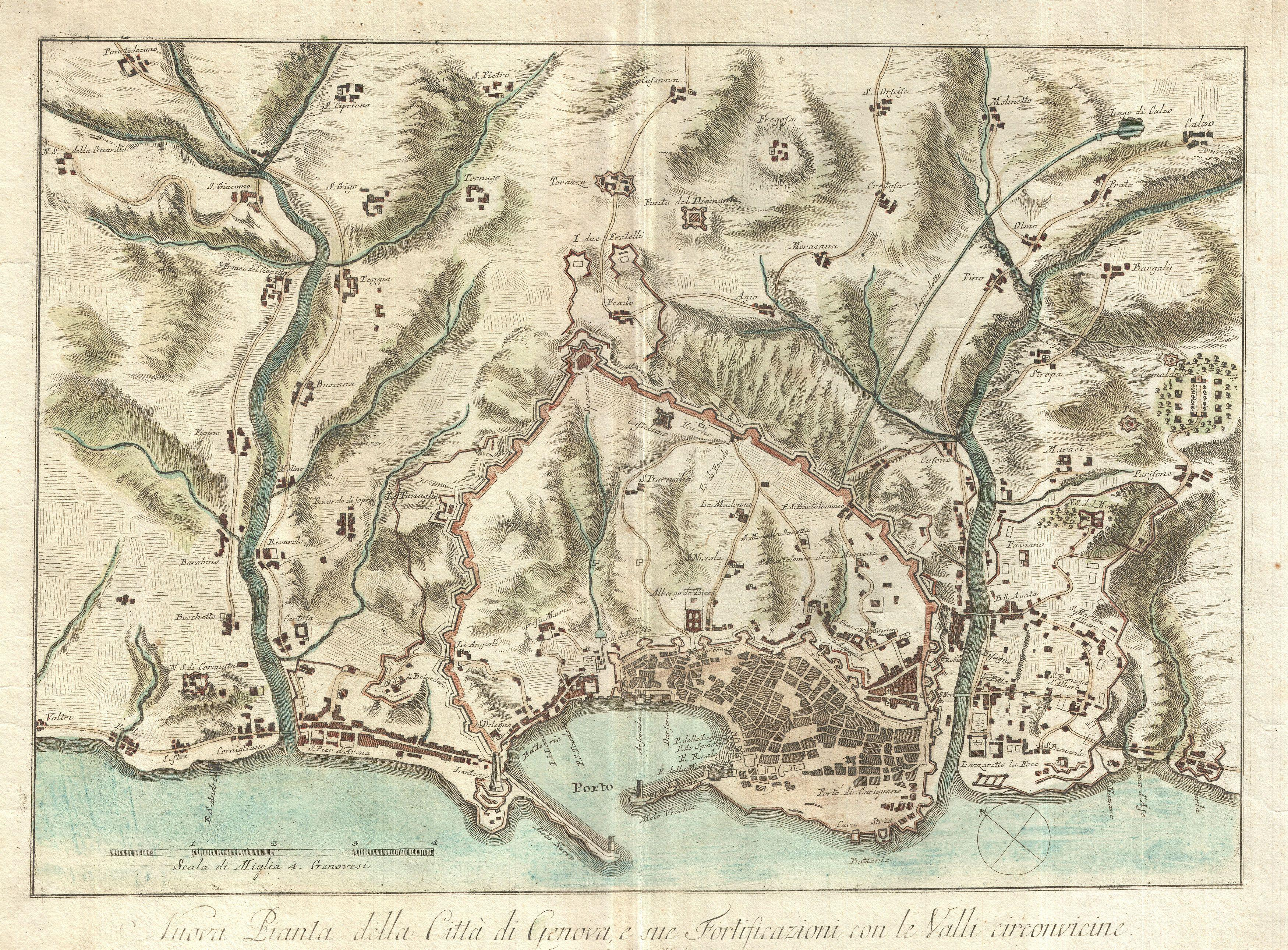
1800年热那亚工事計劃

- 1791年－1792年：國民立法議會。
- 1793年－1795年：第一次反法同盟。
- 1793年：准將。
- 1794年：少将。
- 1795年－1799年：元老院。
- 1797年：元老院主席。
- 1798年：元老院主席。
- 1799年：巴黎軍政長官。
- 1799年－1800年：第二次反法同盟。
- 1800年：意大利軍團司令。

### 榮譽

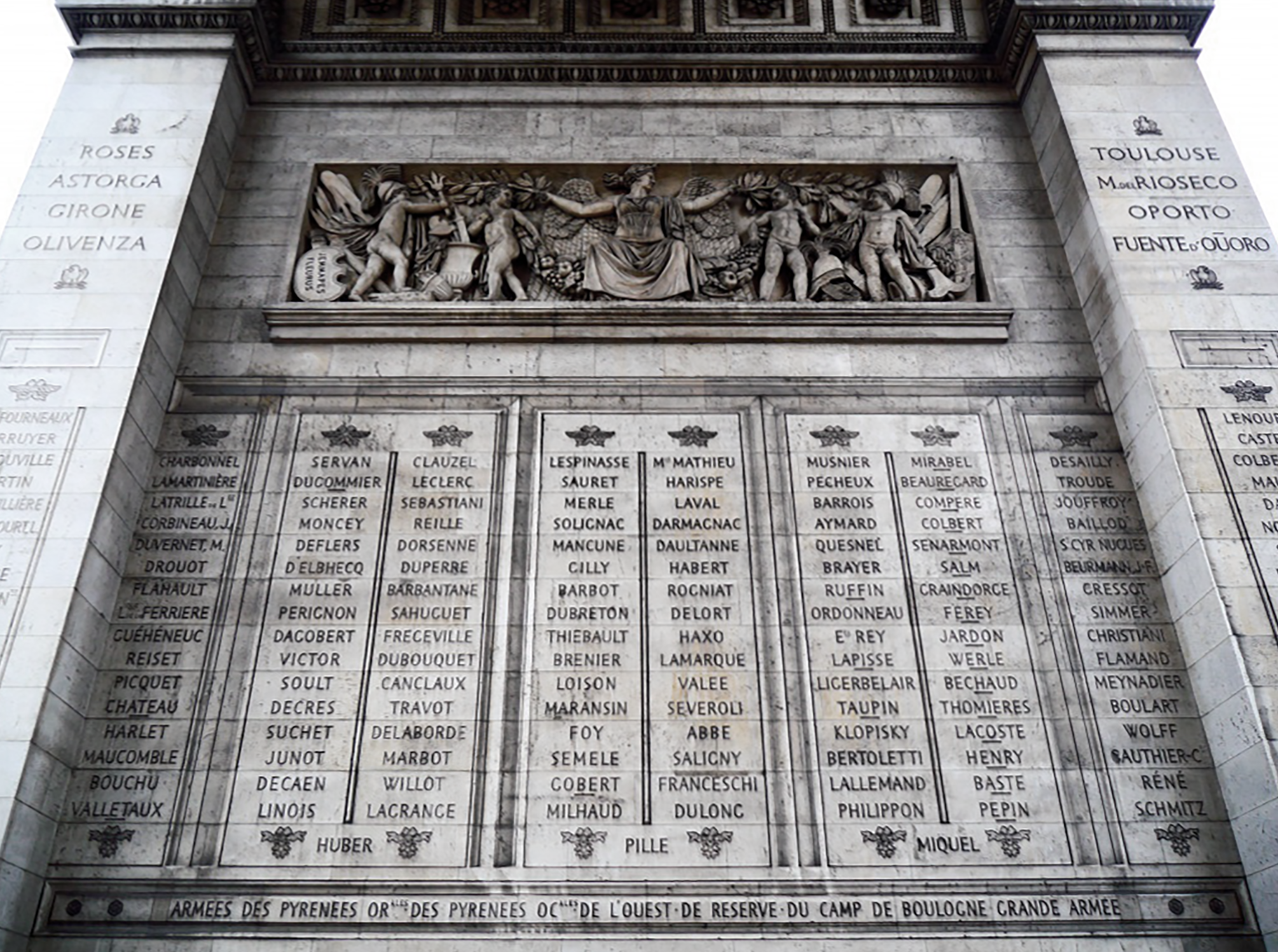
馬爾博的名字刻在巴黎凱旋門上

馬爾博的名字刻在巴黎凱旋門上：西柱，第34欄。

## 私人生活
1776年，他馬裡-路易絲·塞爾坦·迪·皮伊（Marie-Louise Certain du Puy，1756年－1826年）結婚。他們有四個兒子：
- 阿道夫·馬爾博（Adolphe Marbot，1781年－1844年），法國將軍（准將）
- 馬塞蘭·馬爾博（Marcellin Marbot，1782年－1854年），法國將軍（少将）
- 泰奧多爾·馬爾博（Théodore Marbot，1785年－1803年），軍校學生
- 費利克斯·馬爾博（Félix Marbot，1787年－1805年），軍校學生（圣西爾軍校）

## 延伸閱讀
- （法文） Rabbe, Vieilh de Boisjolin, Sainte-Preuve, Biographie universelle et portative des contemporains: Marbot, Antoine （页面存档备份，存于）, Levrault, Paris, 1834.
- （法文） Robert, Cougny, Dictionnaire des parlementaires français de 1789 à 1889: Marbot, Jean-Antoine （页面存档备份，存于）, Bourloton, Paris, 1889.
- （法文） Ressources de la Bibliothèque nationale de France: Jean-Antoine de Marbot （页面存档备份，存于）.

## 外部鏈接
- （英文） List of Ministers and Presidents of French Assemblies from 1700 to 1870 （页面存档备份，存于）
- （法文） Note biographique sur Jean-Antoine Marbot，存于
- （法文） Les 660 noms inscrits sur l'Arc de Triomphe de Paris （页面存档备份，存于）

| 官衔                                  | 官衔                | 官衔                                      |
| ------------------------------------- | ------------------- | ----------------------------------------- |
| 前任者： 安德烈-丹尼爾·拉馮·德·拉杜寶 | 元老院主席 1797     | 繼任者： 埃馬紐埃爾·克里特                |
| 前任者： 克勞德·安布羅斯·雷加涅爾     | 元老院主席 1798     | 繼任者： 艾蒂安·梅納德·比茲法蘭克·德·拉沃 |
| 军职                                  |                     |                                           |
| 前任者： 巴泰勒米·卡特林·儒貝爾       | 巴黎軍政長官 1799   | 繼任者： 弗朗索瓦·约瑟夫·勒菲弗           |
| 前任者： 路易·加布里埃爾·絮歇         | 意大利軍團司令 1800 | 繼任者： 安德烈·馬塞納                    |